# Xanthesma merredensis
Xanthesma merredensis är en biart som beskrevs av Exley 1974. Xanthesma merredensis ingår i släktet Xanthesma och familjen korttungebin. Inga underarter finns listade i Catalogue of Life.

## Bildgalleri

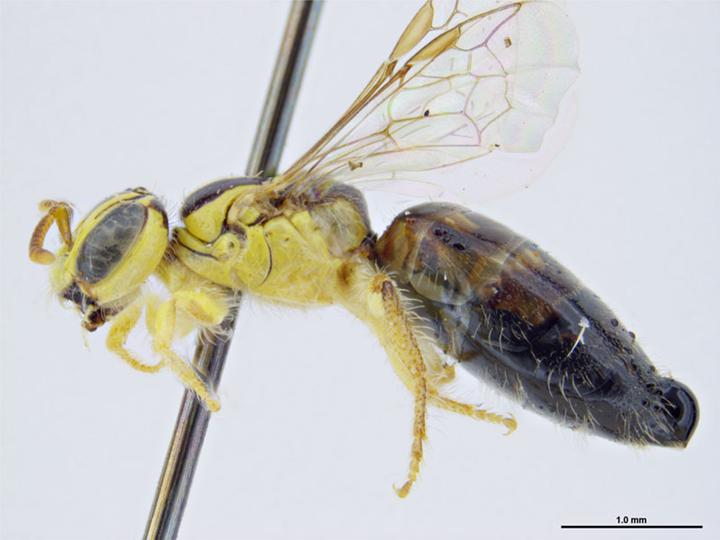
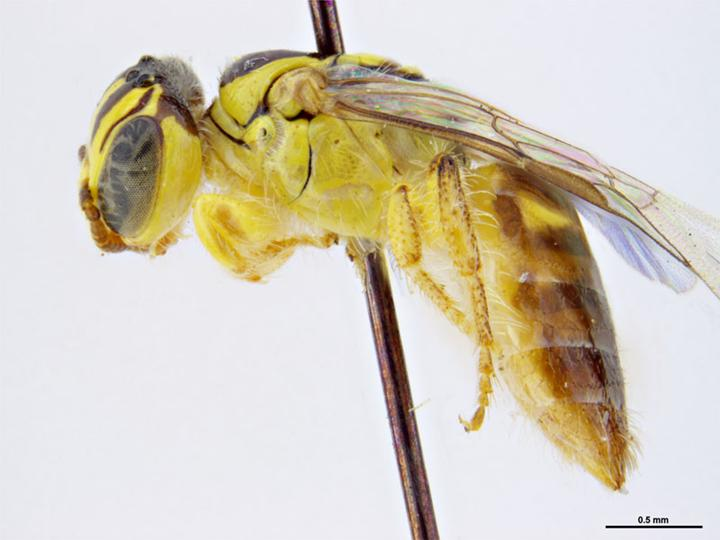